# Оцієрі
Оцієрі (італ. Ozieri, сард. Othieri) — муніципалітет в Італії, у регіоні Сардинія,  провінція Сассарі.
Оцієрі розташоване на відстані близько 330 км на південний захід від Рима, 155 км на північ від Кальярі, 45 км на південний схід від Сассарі.
Населення — 10 756 осіб (2014).

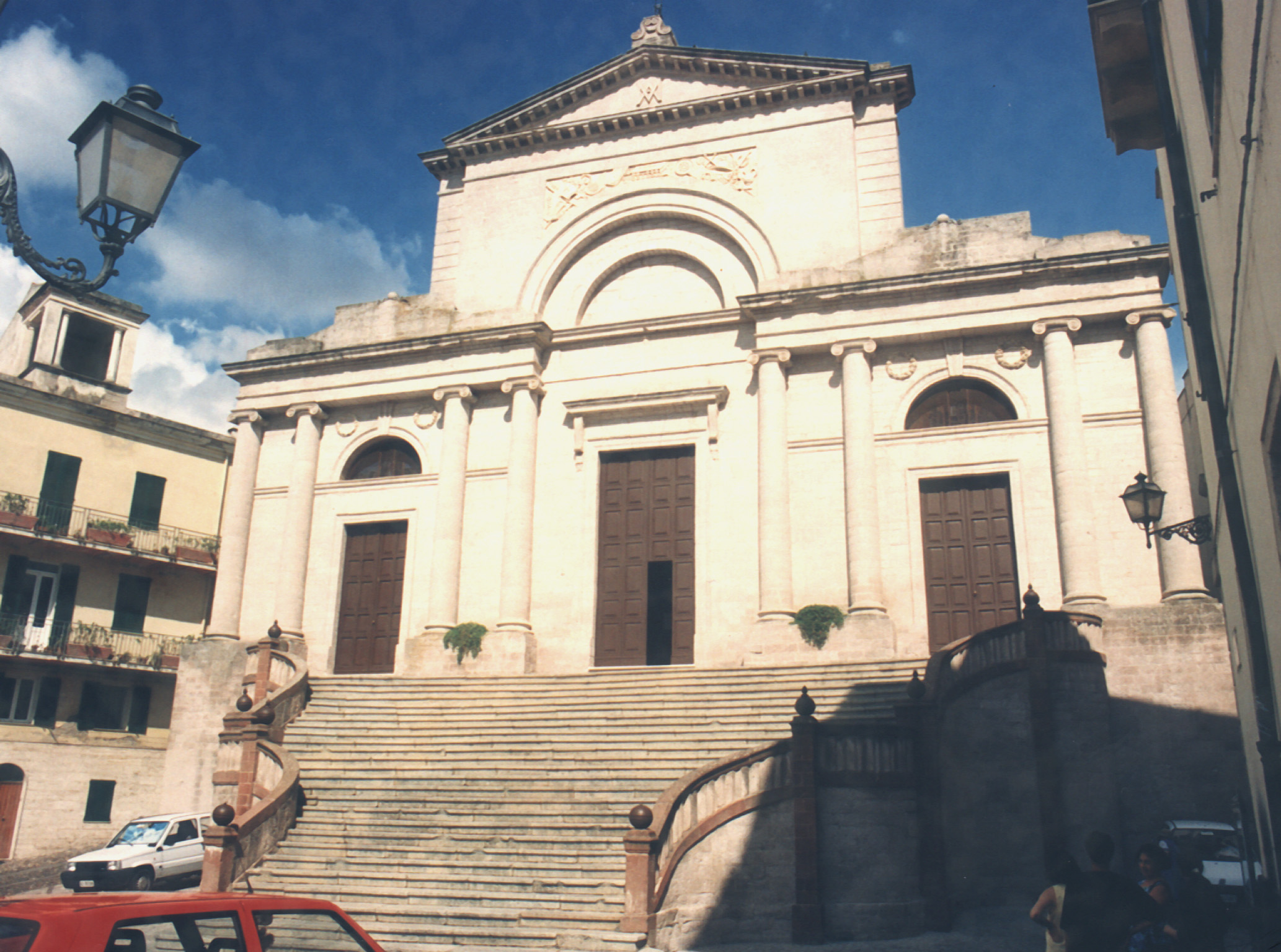

Щорічний фестиваль відбувається 13 листопада. Покровитель — Sant'Antioco.

## Демографія
Населення за роками:

Станом на 1 січня 2023 року в муніципалітеті офіційно проживали 233 іноземці з 29 країн, серед них 98 громадян країн Євросоюзу.

## Сусідні муніципалітети
- Ардара
- К'ярамонті
- Ерула
- Іттіредду
- Морес
- Нугеду-Сан-Ніколо
- Оскірі
- Паттада
- Тула